# Ludo Delcroix
Ludovic "Ludo" Delcroix (nascido em 28 de outubro de 1950) é um ex-ciclista belga. Representou seu país, Bélgica, na corrida de 100 km contrarrelógio por equipes nos Jogos Olímpicos de Verão de 1972. A equipe belga terminou na quarta posição. Venceu a nona etapa no Tour de France 1979.